# Französische Klassik
Die französische Klassik oder Hochklassik (franz. classicisme) ist eine Epoche in der europäischen Kultur. Sie ist etwa im Zeitraum von 1660 bis 1715 angesiedelt (Zeitalter Ludwigs XIV.). Die Monopolisierung von Sprache, Hofsitten und Literatur durch die französische Klassik hatte weltweiten Einfluss.

## Zeitliche Eingrenzung
Die Jahre von 1630 bis 1660 werden oft als Vorklassik (préclassicisme) bezeichnet. Als „Kernklassik“ der französischen Literatur gilt der Zeitraum von 1661 (Tod Mazarins, Beginn der Alleinregierung Ludwigs XIV.) bis 1685 (Edikt von Fontainebleau). Als Nachklassik (postclassicisme) wird die Epoche von 1685 bis 1715 (Tod Ludwigs XIV.) bezeichnet. 
Zentrale Institutionen wie die Académie française (seit 1635), die Pariser Opéra (seit 1671) und die Comédie-Française (seit 1680) wachten über die offizielle Kultur.

## Begriff
Die französische Klassik verbindet die Machtkonzentration des Absolutismus mit antiken Vorbildern, die vielen Herrschern seit der Renaissance zur Emanzipation von kirchlichen Autoritäten dienten. Die Epoche beruft sich nicht mehr auf die Bibel, sondern auf antike Texte in zeittypischer Auslegung. Parallel dazu verläuft die wachsende Opposition des Rationalismus gegen die Scholastik in der Philosophie (zum Beispiel bei René Descartes). Dies wurde noch nicht als individualistische bürgerliche Emanzipation verstanden, sondern als Emanzipation eines geeinten Staates von der Kirche. Bürgerliche Opposition gegen die französische Klassik entwickelte sich etwa auf den Pariser Jahrmärkten.

## Theater
Die französische Klassik entwickelte die doctrine classique als verbindliche Form des Regeldramas:
1. Vraisemblance: Wahrscheinlichkeit geht vor Wahrheit.
2. Bienséance: Was die Akteure tun, wie sie auftreten und wie sie sprechen, muss sich im Rahmen des guten Geschmacks und der sittlichen Normen halten. Auf alles Kreatürliche und Körperliche (Tod, Alter, Geld, Kinder) ist zugunsten der psychischen Ebene zu verzichten, weshalb sich gerade in der Tragödie die Handlung regelmäßig – u. a. durch die Stilmittel der Mauerschau und des Botenberichts vermittelt – außerhalb der Bühne abspielt.
3. Trois unités: Die Regel von den drei Einheiten meint die Einheit der Zeit (das Drama soll sich in maximal 48 Stunden, besser 24 Stunden abspielen), des Ortes (kein Orts- und Kulissenwechsel), der Handlung (geschlossene Struktur aus Exposition, Peripetie und Dénouement). Ungenannt bleibt hierbei zumeist die Einheitlichkeit von Ton und Stilhöhe, d. h. die Trennung der Gattungen, die auch die Regel der bienséance berührt.
4. Imitation (Mimesis): Nachahmung, keine Originalität.

## Architektur
Die Ausrichtung der Architektur dieser Epoche wird zumeist mit dem Begriff des Klassizistischen Barocks beschrieben. Sie unterscheidet sich von der formal aufwendiger instrumentierten barocken Architektur Südeuropas durch eine strengere Anwendung der Formen, die als eine Vorwegnahme des späteren Klassizismus zu betrachten ist.

## Deutsche Sicht
Die Normen der französischen Klassik wurden im deutschen Sprachgebiet noch im 18. Jahrhundert als Vorbild (wie von Johann Christoph Gottsched), aber auch als Übermacht begriffen. Die Weimarer Klassik verstand sich hundert Jahre später in mancher Hinsicht als die „bessere“ Klassik, weil sie ihr Schwergewicht auf bürgerliche Bildung (im Einvernehmen mit dem Adel) legte und antike Vorbilder ohne Umweg über ihre französischen Vermittler suchte. Im 19. Jahrhundert kam daher der tendenziell abschätzige Begriff Klassizismus für die französische Klassik auf.